# Una settimana d'amore
Una settimana d'amore (One Week of Love) è un film muto del 1922 scritto e diretto da George Archainbaud.

## Trama

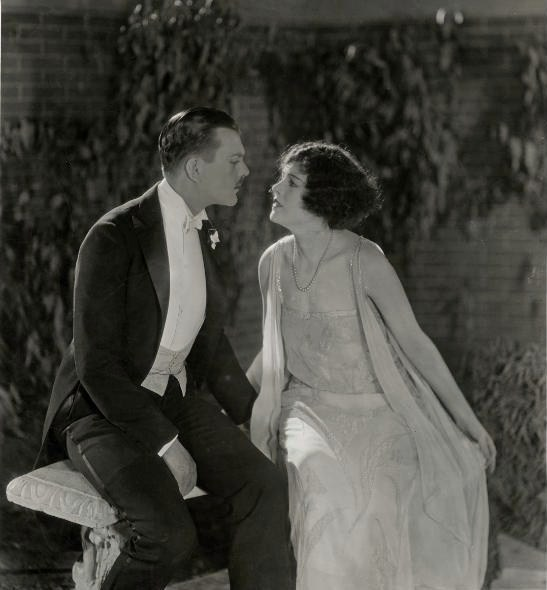
Hallam Cooley e Elaine Hammerstein

La ricca e viziata Beth Wynn mette in palio la sua mano scommettendo con Francis Fraser di vincere una gara aerea. Ma l'aereo di Beth si schianta su una montagna messicana e lei viene trovata da alcuni banditi. Buck Fearnley, un rozzo rinnegato, la porta nella sua capanna dove i due passano una settimana insieme. Quando ne escono, sono innamorati e Buck è un uomo nuovo. Riporta la ragazza da Fraser, che ha vinto la gara, ma tutti e tre restano vittime di un'alluvione: Fraser annega, mentre Buck riesce a salvare Beth.

## Produzione
Il film fu prodotto dalla Selznick Pictures Corporation.

## Distribuzione
Il copyright del film, richiesto dalla Selznick Pictures, fu registrato il 3 ottobre 1922 con il numero LP18415.
Distribuito dalla Selznick Distributing Corporation, il film - presentato da Lewis J. Selznick - uscì nelle sale cinematografiche statunitensi nel novembre 1922, presentato in prima a San Francisco e Los Angeles, probabilmente il 5 novembre.
Fu distribuito anche in Finlandia il 10 giugno 1923. In Italia, il film ottenne il visto di censura nel giugno 1923, approvato con riserva, a condizione di "Eliminare dalle didascalie le parole "Marinetti - Guido da Verona - Messico - messicani" e la denominazione della città: "Los Palos". (indice 1922-1925)".
Copia della pellicola si trova conservata negli archivi del BFI/National Film And Television Archive di Londra, dell'UCLA Film And Television Archive di Los Angeles e del George Eastman House di Rochester.